# Andrea Klikovac
Andrea Klikovac (* 5. Mai 1991 in Titograd, Jugoslawien) ist eine ehemalige montenegrinische Handballspielerin.

## Karriere
Klikovac begann im Alter von neun Jahren das Handballspielen in ihrer Geburtsstadt (die mittlerweile wieder Podgorica hieß). In der Spielzeit 2007/08 nahm sie mit der Damenmannschaft von ŽRK Petrol Bonus Podgorica am Europapokal der Pokalsieger teil. Zwischen 2009 und 2011 stand die Rückraumspielerin beim montenegrinischen Erstligisten ŽRK Biseri unter Vertrag, mit dem sie ebenfalls am Europapokal teilnahm. Nachdem Klikovac in der Saison 2011/12 für den mazedonischen Erstligisten RK Žito Prilep aufgelaufen war, schloss sie sich dem Ligarivalen ŽRK Vardar SCBT an. Mit Vardar gewann sie 2013, 2014, 2015, 2016, 2017 und 2018 die Meisterschaft sowie 2014, 2015, 2016, 2017 und 2018 den mazedonischen Pokal. Weiterhin erreichte sie in der Spielzeit 2013/14, 2014/15 und 2015/16 der Champions League das Final Four. Im Sommer 2018 wechselte sie zum ungarischen Erstligisten Kisvárdai KC. Eine Spielzeit später schloss sie sich dem rumänischen Verein CSM Bukarest an. Mit Bukarest gewann sie 2021 und 2023 die rumänische Meisterschaft sowie 2019, 2022 und 2023 den rumänischen Pokal. Nach der Saison 2022/23 beendete sie ihre Karriere.
Klikovac gewann bei der U-20-Weltmeisterschaft 2010 die Bronzemedaille. Ein Jahr später debütierte sie in der montenegrinischen A-Nationalmannschaft. Im Dezember 2012 nahm die Linkshänderin mit Montenegro an den Europameisterschaften teil und errang den EM-Titel. Ein Jahr später gehörte sie dem montenegrinischen Aufgebot bei der Weltmeisterschaft an. Im Turnierverlauf erzielte sie vier Treffer. 2014 nahm sie erneut an der Europameisterschaft teil. Weiterhin nahm sie an den Olympischen Spielen 2016 in Rio de Janeiro sowie an den Olympischen Spielen 2020 in Tokio teil.